# Andre Matos
André Matos, född 14 september 1971 i São Paulo, Brasilien, död 8 juni 2019 i São Paulo, var en sångare och pianist i metalbandet Shaaman. Han har tidigare bland annat varit med i banden Viper och Angra. År 2007 släppte han sin första soloplatta, Time to be Free, i Japan och Sydamerika. Året därpå släpptes den även i Europa. Matos var även medverkande i opera metal-bandet Avantasia.
Den 26 augusti 2009 släppte André Matos "Mentalize". Han var även med på Tobias Sammets Avantasia The Wicked Symphony tillsammans med bland andra Klaus Meine, Michael Kiske, Jorn Lande, Russell Allen samt Tim "Ripper" Owens.
Den 8 juni 2019 kom nyheten om att André Matos avlidit, dödsorsaken sades vara en hjärtattack.

## Diskografi (urval)
Soloalbum
- Time to Be Free (2007)
- Mentalize (2009)
- The Turn of the Lights (2012)

Viper
- Soldiers of Sunrise (1987)
- Theatre of Fate (1989)
- To Live Again - Ao Vivo Em São Paulo (2015)

Angra
- Angels Cry (1993)
- Holy Land (1996)
- Fireworks (1998)

Virgo
- Virgo (2001)

Shaman
- Ritual (2002)
- Reason (2005)

Symfonia
- In Paradisum (2011)